# Tout le plaisir est pour moi (film, 2004)
Pour les articles homonymes, voir Tout le plaisir est pour moi.
Pour plus de détails, voir Fiche technique et Distribution.
Tout le plaisir est pour moi est une comédie dramatique française d'Isabelle Broué réalisée en 2004.

## Synopsis
Louise est une jeune chroniqueuse de radio qui fait des sujets de société, en particulier en interviewant des femmes sur leur vie (et accessoirement sur leur sexualité). Elle a un amoureux, tout va bien pour elle dans le meilleur des mondes... Mais un jour, pendant des ébats avec son compagnon, elle s'aperçoit qu'elle a perdu son clitoris. Cet événement a pour effet de faire s'effondrer sa confiance en elle, et perturbe de façon importante sa vie de tous les jours, sentimentale et professionnelle. Se posant toutes les questions existentielles possibles, elle n'aura dès lors qu'une seule chose en tête : tout faire pour retrouver son clitoris.

## Fiche technique
- Réalisation : Isabelle Broué
- Scénaristes : Isabelle Broué, Hélène Woillot et Caroline Thivel
- Musique : Éric Neveux
- Montage : Andrea Sedláčková
- Production : Denis Carot et Marie Masmonteil
- Société de production : Elzévir Films
- Société de distribution : Mars Distribution
- Pays de production :  France
- Langue originale : français
- Genre : comédie dramatique
- Durée : 82 minutes
- Date de sortie : 
  - France : 18 août 2004

## Distribution
- Marie Gillain : Louise
- Julien Boisselier : François
- Garance Clavel : Félicie
- Brigitte Roüan : Nicole
- Tsilla Chelton : Gaby
- Lionel Abelanski : Oscar
- Idit Cebula : Judith
- François Marthouret : Gérard
- Agathe Teyssier : Suzanne
- Patrick Catalifo : Paul
- Laurent Bateau : Thomas
- Catherine Ferran : La gynécologue
- Philippe Duclos : Le sexologue
- Véra Landès : Prune
- Cathy Verney : Standardiste radio
- Émilie Lafarge : Annie
- Daniel Berlioux : Olivenstein

## Accueil public
Le film totalise lors de son année de sortie 192 339 entrées en France, 26 325 en Belgique et 5 468 en Suisse.

## Production
Les scènes dans la station Rouge Radio ont été tournées aux anciens studios de Oüi FM au 2 rue de la Roquette, dans le 11e arrondissement de Paris[réf. souhaitée].